# Stockholms innerstad
 Ikke at forveksle med Stockholms City.
Stockholms innerstad eller lokalt bare Innerstaden er et uformelt begreb, der dækker over de centrale dele af Stockholm, i grove træk Gamla stan, Vasastaden og malmerne; Norrmalm, Östermalm, Kungsholmen (Västermalm) og Södermalm. Traditionelt den del af byen, der var bebygget i den tidlige del af 1900-tallet. Innerstaden anvendes undertiden også som betegnelse for den del af Stockholms kommun, der ikke er Söderort eller Västerort, og som kommunen også kalder Inre staden. Ifølge den definition er indbyggertallet 286.000 (2004) og arealet 35,35 km². 
Den mest centrale del af byen er Nedre Norrmalm, der også kaldes Stockholms City. Hovedparten af bygningerne i innerstaden er opført i den sidste del af 1800-tallet og den første del af 1900-tallet med undtagelse af Nedre Norrmalm, hvor der er mange bygninger fra 1950'erne og 1960'erne. Området er karakteriseret ved sin tætte bebyggelse og retlinjede gader. Den rummer flere parker, og har grundet nærheden til Mälaren og Saltsjön fået tilnavnet Nordens Venedig. 
59°19.8′N 18°3′Ø / 59.3300°N 18.050°Ø